# Architektura romańska we Francji

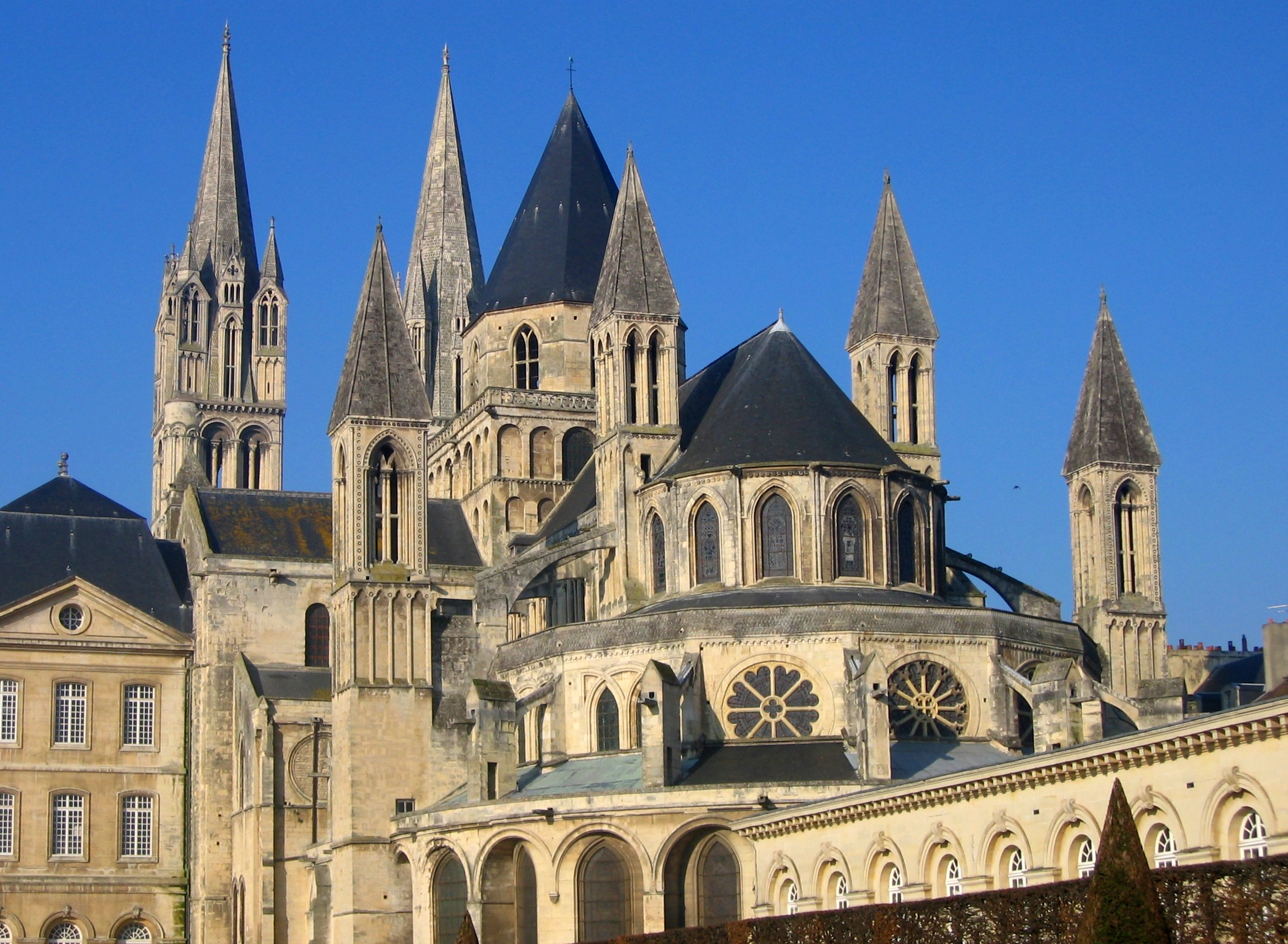
Caen - kościół Saint-Ĕtienne

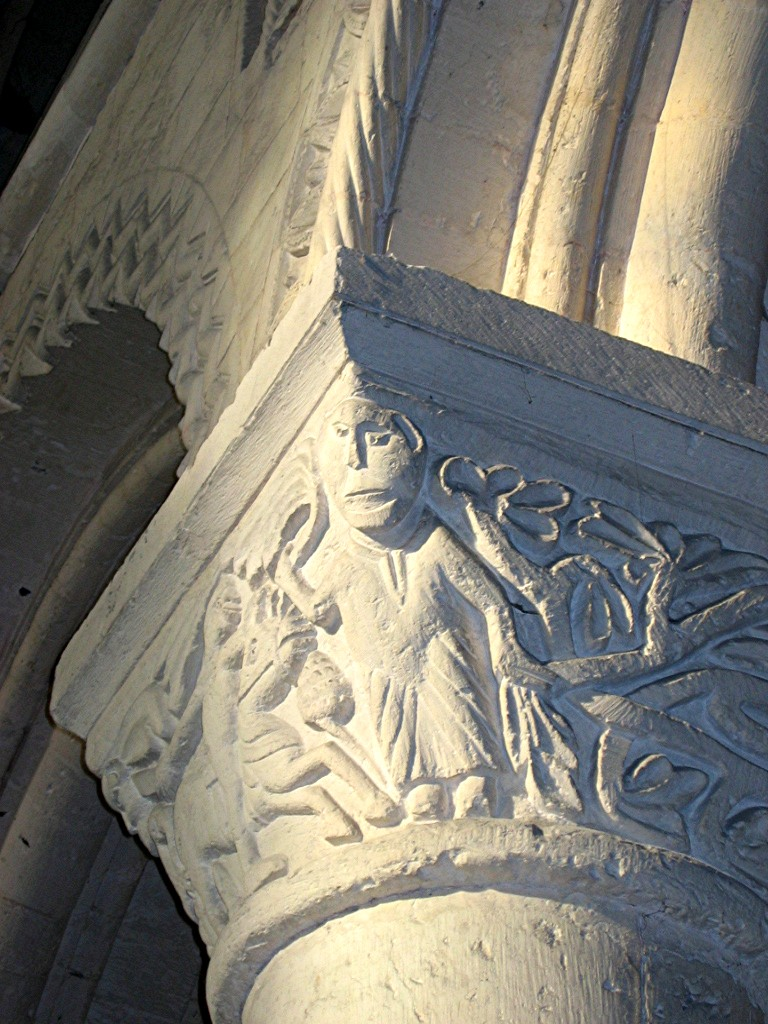
Normandia - kościół Saint-Georges-de-Boscherville, romańska głowica

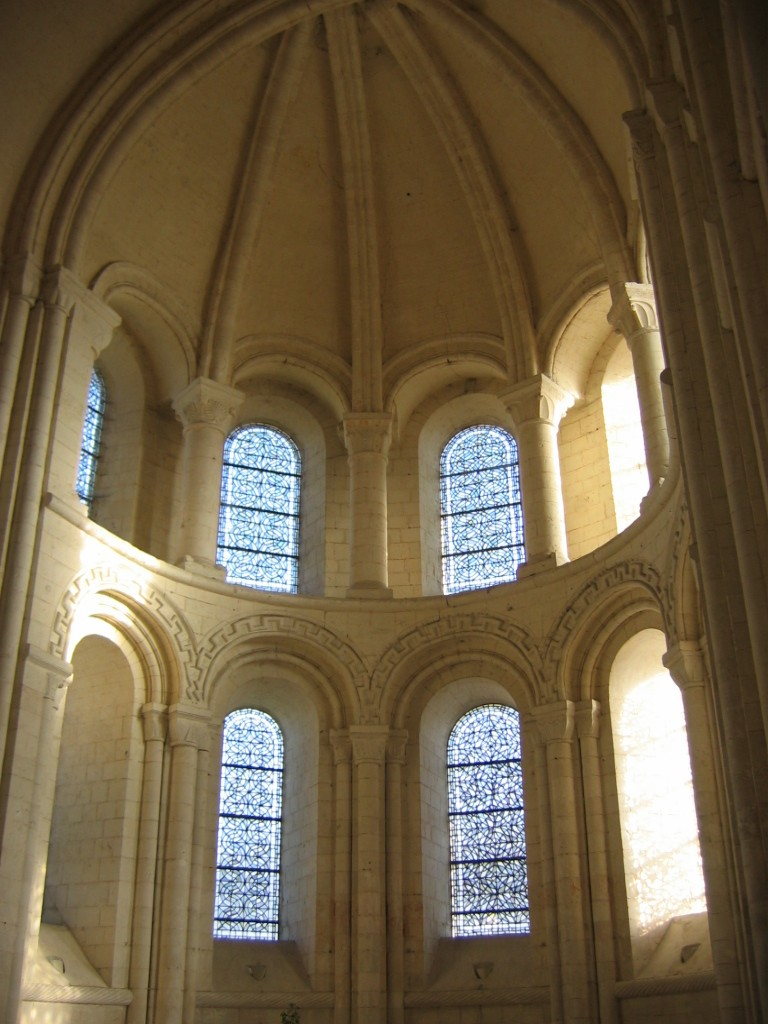
Absyda - kościół Saint-Georges-de-Boscherville

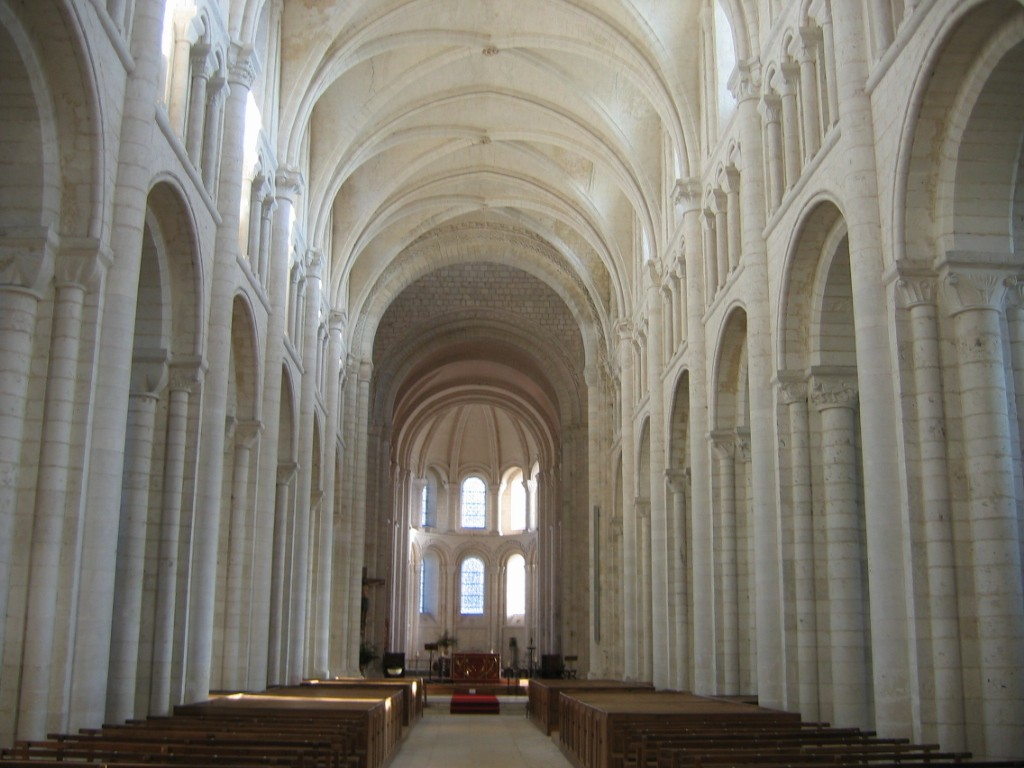
Wnętrze kościoła Saint-Georges-de-Boscherville

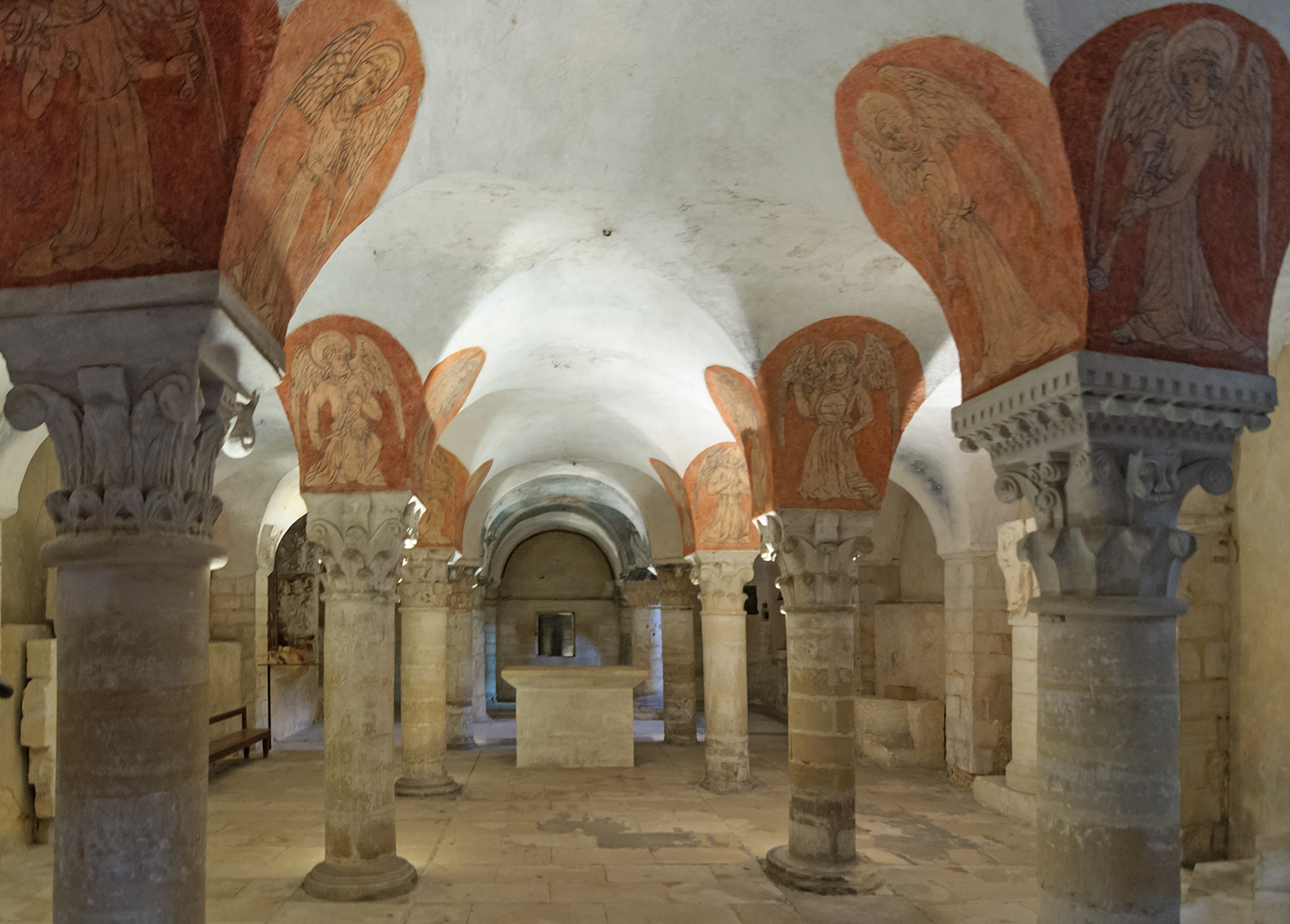
Krypta kościoła w Bayeux

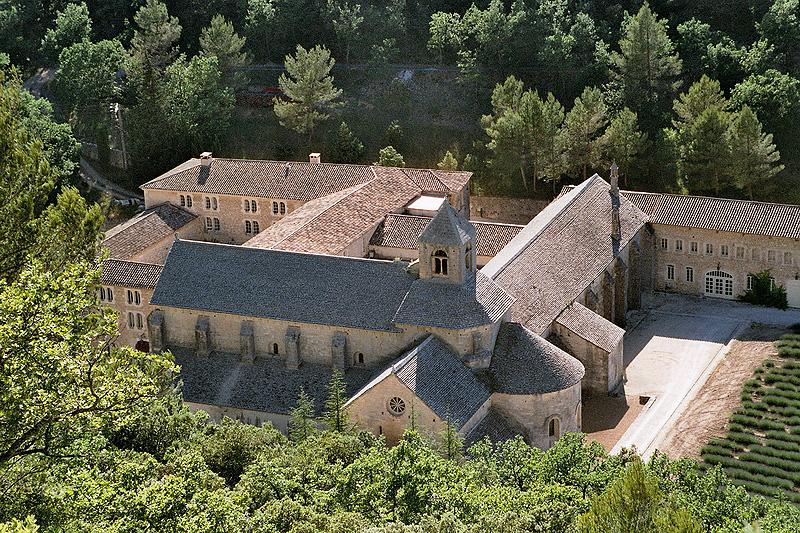
Opactwo cysterskie w Senanque, Prowansja

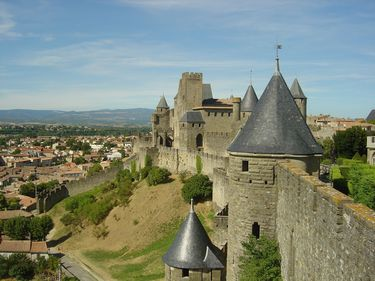
Widok miasta Carcassonne

Architektura romańska we Francji rozwijała się od X wieku do ok. 1140 r., w którym w północnej Francji rodzi się nowy kierunek – gotyk. Cechują ją dość duża różnorodność, stąd często wprowadzany jest podział na poszczególne szkoły.

## Szkoła prowansalska
Kościoły zaliczane do szkoły prowansalskiej cechuje silne nawiązanie do tradycji starożytnego Rzymu. Kościoły budowano ze znacznie większych ciosów kamiennych, niż w innych regionach. Trójprzęsłowe wnętrza przykrywano sklepieniami: kolebkowym nad nawą główną oraz ćwierćkolistym w przekroju nad nawami bocznymi. Sklepienia naw bocznych pełniły dodatkowo funkcję przypór dla sklepienia umieszczonego nad nawą główną. Nad skrzyżowaniem nawy głównej i transeptu umieszczano zazwyczaj kopuły na trompach. Światło docierało do wnętrza przez wysoko umieszczone małe okna. Ściany zewnętrzne swoim wystrojem nawiązywały do budowli rzymskich. Zdobiły je kolumny zbliżone do korynckich oraz fryzy dekorowane płaskorzeźbami wzorowanymi na późnoantycznych sarkofagach. Wnętrza kościołów są surowe i prawie pozbawione dekoracji. Do przykładów tej szkoły należą kościoły w:
- Saint-Gilles-du-Gard – budowla z ok. 1060 r., trzyprzęsłowy kościół z fasadą ozdobioną trzema portalami o kompozycji opartej na motywach łuku triumfalnego. Zdobią ją podpierające architraw kolumny o głowicach ozdobionych liśćmi akantu, kanelurowane pilastry, fryz figuralny pod tympanonami, rzeźby w niszach pomiędzy portalami
- Saint-Trophîme w Arles – głowice kolumn zdobią rzeźby nawiązujące do sztuki wczesnochrześcijańskiej
- katedra w Awinionie.

## Szkołalangwedocka
- kościół Saint-Sernin w Tuluzie, największy z zachowanych kościołów pielgrzymkowych. Zbudowany z cegły, kamień użyto do wzniesienia przypór, obramowań okien i gzymsów. Jest to pięcionawowa bazylika z trójnawowym transeptem. Obejście poprowadzono wzdłuż naw bocznych i transeptu oraz za prezbiterium, które otacza wieniec kaplic. Korpus kościoła podzielony jest na jedenaście przęseł. Nad skrzyżowaniem transeptu i nawy głównej zbudowano wieżę ukończoną w okresie gotyku. Budowę kościoła rozpoczęto ok. 1080 r., konsekracja całego kościoła miała miejsce 19 lipca 1119 (24 maja 1096 konsekrowano ołtarz główny)
- Sainte-Foy w Conques – budowany od ok. 1050, najmniejszy z zachowanych kościołów pielgrzymkowych. Korpus trójnawowego wnętrza podzielony jest na cztery przęsła. Nad nawami bocznymi korpusu i transeptu umieszczono empory. Prezbiterium otacza ambit z wieńcem kaplic. Wieża umieszczona nad skrzyżowaniem nawy głównej i transeptu pochodzi z XII wieku, dwie wieże flankujące fasadę dodano dopiero w XIX wieku. (Początkowo fasadę wieńczył trójkątny szczyt).

## Szkoła owerniacka
Budownictwo Owernii cechuje się kościołami z dwukondygnacyjnymi nawami bocznymi. Dolną część naw przekrywa sklepienie krzyżowe a empory sklepienie półkolebkowe (w kształtach ćwierkoła). Wokół kościołów kształtowano obejścia. Przęsła transeptu w pobliżu wieży nad skrzyżowaniem z nawą główną są podwyższone, co pozwala na umieszczenie w ich ścianach dodatkowych okien. Ściany zewnętrzne zdobią ślepe arkady i kamienny kolorowy wątek wzorowany na budowlach karolińskich.
Przykłady:
- kościół Notre-Dame-du-Port w Clermont-Ferrand
- kościół w Saint-Nectaire
- kościół w Saint-Saturnin
- bazylika w Orcival
- opactwo w Issoire

## Szkoła Poitou
W rejonie Poitou budowano kościoły o fasadach flankowanych wieżami przykrytymi stożkowatymi hełmami.
- katedra w Angoulême z fasadą z lat 1115 – 1135
- kościół Notre-Dame-la-Grande w Poitiers – zbudowany w XII wieku z fasadą z lat 1130 – 1145. Halowy kościół z fasadą sugerującą bazylikowe wnętrze, ozdobioną bogatą dekoracją rzeźbiarską. Nad łukami trzech portali wejściowych umieszczono figuralną płaskorzeźbę zakończoną arkadkowym fryzem. Nad środkowym portalem znajduje się duże okno, a po jego bokach dwupiętrowo rozmieszczone arkady podparte małymi kolumienkami z rzeźbami w niszach pod jej łukami. Szczyt fasady zdobi mandorla. Wieże flankujące fasadę nie pełnią roli przypór. Zbudowane w formie wiązek kolumn podtrzymujących latarnię otwartą na zewnątrz arkadami (na cmentarzach zachodniej Francji były rozpowszechnione tzw. latarnie zmarłych, do których nawiązuje kształt wież). Wieńczą je stożkowate hełmy przykryte kamienną łuską. Podobny kształt ma wieża nad skrzyżowaniem nawy głównej z transeptem.
- kościół Saint-Front w Périgueux – zbudowany w latach 1120 – 1150 przypomina swoim rozwiązaniem bazylikę św. Marka w Wenecji. Jego rzut oparty został na planie krzyża greckiego, a nawy przykrywa pięć kopuł opartych na pendentywach. W XIX wieku dobudowano neoromańską absydę. Z kościoła romańskiego zachowała się wieża i nawa bez przekrycia.

## Szkoła burgundzka
- trzeci kościół opactwa w Cluny (zbudowany w latach 1085–1130), zniszczony podczas Rewolucji Francuskiej, następnie rozebrany i sprzedany jako materiał budowlany. Ocalało jedynie ramię zachodniego transeptu. Był to kościół pięcionawowy z dwoma transeptami w części wschodniej – transept zachodni i znacznie krótszy wschodni. Nad skrzyżowaniem nawy głównej i transeptu zachodniego zbudowano potężną wieżę. Dodatkowe wieże wzniesiono nad skrzyżowaniem z nawami bocznymi oraz nad transeptem wschodnim w osi kościoła, nad bocznymi nawami przy transepcie zachodnim i przy fasadzie zachodniej (w sumie zbudowano pięć wież). Do wnętrza prowadził narteks, a prezbiterium otaczał ambit z wieńcem kaplic rozmieszczonych w licznych absydach. Niewielkie absydy rozmieszczono także wzdłuż transeptów (w sumie zbudowano 15 absyd). Kościół stał się inspiracją dla późniejszych budowli, ale nie doczekał wiernego naśladownictwa przede wszystkim z uwagi na swój ogrom. Uważa się, że wywarł ogromny wpływ na kształtujący się gotyk.
- kościół Saint-Philibert w Tournus z nawą główną przykrytą kolebkami umieszczonymi prostopadle do osi kościoła. W kościele zachowało się najstarsze w Burgundii sklepienie krzyżowe z przełomu X i XI wieku w przedsionku wcześniejszej, zniszczonej w 1006 r. budowli, na której fundamentach zbudowano w XII wieku kościół zachowany do naszych czasów.

## Szkoła normandzka
Bazylikowe kościoły o wysokich nawach głównych umożliwiających umieszczenie w ścianach powyżej dachów naw bocznych dużych okien. Nawy główne z uwagi na ich wysokość i brak możliwości zrównoważenia sił rozporu od sklepień przykrywano drewnianymi więźbami albo w okresie późniejszym sklepieniami krzyżowo-żebrowymi. Fryzy, archiwolty i kapitele zdobi płaskorzeźba o motywach geometrycznych. Fasady z trzema portalami flankują potężne wieże.
- kościoły Saint-Ĕtienne i Sainte-Trinité w Caen
- kościół Saint-Georges-de-Boscherville, 12,0 km od Rouen

## Budownictwo świeckie
We Francji mimo wielu zniszczeń powstałych zwłaszcza w okresie Wielkiej Rewolucji pozostało sporo warowni, zamków i fortyfikacji z okresu wczesnego średniowiecza. Do przykładów obiektów świeckich należą:
- zabudowa miasta Carcassonne
- zamek Arques
- zamek Gaillard
- romański ratusz z XII wieku w Saint-Antonin w Langwedocji
- most w Awinion na Rodanie